# Cuchilla Grande
La Cuchilla Grande è una catena collinare che attraversa la parte orientale dell'Uruguay da nord a sud. Si estende dalla parte meridionale del dipartimento di Cerro Largo, attraversa i dipartimenti di Treinta y Tres e Lavalleja e termina nel dipartimento di Maldonado dove si incontrano le sue vette più alte.

## Vette principali
Nella parte meridionale della catena si trova il Cerro Catedral, il punto più elevato del paese, situato nel dipartimento di Maldonado. L'altra collina principale della catena è il Cerro Pan de Azúcar, anch'esso situato nel dipartimento di Maldonado, vicino Piriápolis.